# Стадион Зоны Развития
Стадион Тяньхэ (кит. упр. 经开体育场) — многофункциональный стадион в городе Чанчунь, провинция Цзилинь, КНР. В настоящее время в основном используется для проведения футбольных матчей. Вмещает 25,000 зрителей. С 2009 года является домашним стадионом для команды китайской Суперлиги «Чанчунь Ятай».
Расположен недалеко от Чанчуньского Международного выставочного Центра.

## История
Был открыт в 2002 году, с 2003 года временно стал домашним стадионом для «Чанчунь Ятай», затем проводилась реконструкция. Строительство обошлось в 170 млн. юаней. Общая площадь — 32218,93 м². Может также использоваться для проведения культурных и развлекательных мероприятий.